# 竹内まりや
竹内 まりや（たけうち まりや、1955年〈昭和30年〉3月20日 - ）は、日本のシンガーソングライター、作詞家、作曲家、音楽プロデューサー。出生名同じ。結婚後の本名、山下 まりや。島根県簸川郡大社町杵築南（現・島根県出雲市大社町杵築南）出身。
生家・実家は出雲大社・二の鳥居近くに在る1877年（明治10年）創業の老舗旅館「竹野屋旅館」（後述参照）。父親は4代目竹内繁蔵（旅館経営者。のちには大社町町長も務めた）。夫は山下達郎（シンガーソングライター、ミュージシャン）（後述参照）。山下との間に一女がいる（※後述参照）。
スマイルカンパニーおよび夫と共同経営する（著作権管理用）個人事務所のテンダベリー&ハーヴェスト所属。レコード会社はワーナーミュージック・ジャパン。

## 略歴

### 生い立ち
父は老舗旅館「竹野屋旅館」の4代目竹内繁蔵。まりやは2男4女における三女・第4子。

1961年、地元の大社町立大社小学校（現・出雲市立大社小学校）に入学した。
1967年、大社町立大社中学校（現・出雲市立大社中学校）へ入学した。

### 高校時代
1970年、島根県立大社高等学校 へ進学した。高校時代はテニスに熱中。

高校2年生の9月から大学受験を控える3年生の8月まで、AFS交換留学制度を利用して、米国イリノイ州のロックフォールズ にある四年制公立高校「ロックフォールズ高等学校（ロックフォールズ・タウンシップ・ハイスクール、Rock Falls Township High School）」で1年間の留学生活を送ることになった。クラブ活動はコーラス部に入った。パーティで吉田拓郎や六文銭の歌を弾き語りで歌い、地元の新聞に載るほどの人気者になったという。

### 大学進学以降
1973年、慶應義塾大学文学部へ進学し、英米文学を専攻した。慶應には、日吉キャンパス を本拠として1962年に結成された同校公認のオールジャンル・バンドサークル（音楽バンド同好会）「Real McCOYs（リアル・マッコイズ、通称：マッコイ、慶應リアルマッコイズ、頭字語：KRM）」があり、ジャンルを問わずに音楽とライブ等の演奏を楽しむこのサークルに竹内も籍を置いた。3年生の杉真理がリーダーを務めるこのバンドサークルで、竹内は鈴木慶一の従妹らとともにバックコーラスを担当している。また、杉のソロ活動をバンド形式でサポートする「PEOPLE（ピープル）」にも参加してキーボードとバックコーラスを担当した。1978年の音楽雑誌での本人取材記事では「友人の杉真理のレコーディングにバック・コーラスで参加したのがデビューのきっかけ」と書かれている。当時の竹内はプロの歌手を目指していたわけではなく、高校時代ビートルズの記事をよく読んでいた雑誌の影響から、将来は音楽雑誌の編集者になりたいと思っていた。

1974年9月7日、杉の率いる PEOPLEは第8回ポプコン関東・甲信越大会（中野サンプラザ）に「踊りに行こう」という曲で出場している。

### 1970年代後半
1978年、竹内はビクターより発売された『ロフト・セッションズ (1)』に参加し、「ハリウッド・カフェ」と「8分音符の詩」の2曲を録音する。この「ハリウッド・カフェ」と「8分音符の詩」はプロモーション・オンリーの7インチシングル盤でシングルカットされた。この時の竹内の名義は「竹内マリヤ」であった（※『名義』も参照）。竹内は、同年11月25日、RCA/RVC より、シングル「戻っておいで・私の時間」、アルバム『BEGINNING』で音楽界デビューを果たした。この時、23歳であった。アイドル不在の時期と重なったため、当初はそのルックスも相まってアイドル歌手のような役割を担った。

1979年8月21日（火曜日）、3枚目のシングル「SEPTEMBER」を発売した。この曲はトップ100圏内に半年近くチャートインし続け、同年12月31日に開催された第21回日本レコード大賞で新人賞を獲得するに到った。「SEPTEMBER」では新宿音楽祭の金賞を受賞し、イタリアのサンレモ音楽祭にも出場した。
北中正和は博報堂の雑誌『広告』1979年7月号で、竹内を「松任谷由実が切り開いた中産階級ポップス領域を、ひとまわり若い希望にした癒しの新人。アメリカ留学の経験を生かしたカラッとした個性で人気を集めている」と評している。

### 1980年代前半
1980年2月5日（火曜日）には、資生堂の化粧品のCMソングとなったシングル曲「不思議なピーチパイ」が大ヒットした。担当した安井かずみから「あなたの声にぴったりな曲」と言われたのを今でも覚えている。当初は安井かずみ・加藤和彦夫妻や松本隆などが提供する曲を歌っていた竹内であったが、自らも作詞・作曲を手がけるようになった。
但し竹内自身、当時のアイドル的活動には大きな不満を持っていた。心ならずもバラエティ番組や、雑誌の表紙やグラビアなどにも引く手数多の、芸能活動をやらされることになった竹内は、歌唱させて貰えない仕事も数多くこなさざるを得なかった。与えられた任務を懸命にこなしながらも、根本的疑問を抱えていたこの時期の竹内の前に、アレンジャー（編曲家）として現れたのが、のちに公私に亘ってパートナーとなる山下達郎であった。

山下と大貫妙子が率いるシュガー・ベイブや山下のライブをアマチュア時代から見に行っていた竹内は、特に自らのデビューライブの直前に見た山下のライブに大きな衝撃を受けていた。竹内のレコーディングにアレンジャーとして起用された山下は、その後、同じRVC所属のシンガーのレコーディングに際して双方がコーラスに起用されるなど、関わりを密にしていった。アイドル的活動に深く思い悩んで行き詰まった自分に山下は親身になって相談に乗ってくれて、それが結婚に到るきっかけになったと竹内は語る。音楽番組『夜のヒットスタジオ』の同年7月28日放送回に出演した竹内は司会者に問われて山下との交際を認めている（後述参照）。
なお、竹内の結婚前の作品は、山下達郎をはじめ、加藤和彦、細野晴臣、告井延隆（センチメンタル・シティ・ロマンス）、大貫妙子、林哲司、伊藤銀次、杉真理、安部恭弘、浜田金吾といった作家が提供している。

1981年、先述したアイドル歌手としてのオファーと、自身の希望する活動とのギャップに原因するストレスと過酷なスケジュールが祟って喉を傷めて入院、本人曰く「歌うのが楽しいと思って歌手になったのに楽しくなくなった。このままだと体を壊してしまう。それなら一旦この生活を止めよう」と音楽活動に一旦整理をつける意味から一時休業を宣言。

1982年4月6日（火曜日）、27歳のとき山下と結婚。これ以降メディア露出はほとんどなくなったが、同時に作詞家・作曲家として活動を開始し、河合奈保子に提供した「けんかをやめて」「Invitation」などがヒットした。同年の秋、山下の担当ディレクター小杉理宇造がRVCから独立し、アルファ・ムーンを設立すると、山下も「役員兼所属ミュージシャン」として移籍した。
1984年、アルファ・ムーンに移籍し、シングル「もう一度」、そして全曲を自身が作詞・作曲したアルバム『VARIETY』をリリースした。このアルバムの構想段階では、以前のように外部作家を起用して制作する予定であったが、休業中に書きためたオリジナル曲のクオリティの高さ(特に『プラスティック・ラヴ』)に山下が驚き、「これなら全曲自作曲でも売れるだろう」と、全曲を自作曲のアルバムとしてリリースすることとなった。同作品は最終的に30万枚以上のヒットを記録した。同年、娘が誕生。

### 1980年代後半
1981年の休養宣言と1982年4月の結婚をターニングポイントとして、それ以降は家庭を最優先にする生活になったため、ライブ活動からは遠のいた。しかし、アレンジャーとプロデューサーを務める夫のサポートを受けながら、シンガーソングライターとして活動は続けた。

作詞・作曲家としては、薬師丸ひろ子の「元気を出して」（1984年）、岡田有希子の「-Dreaming Girl- 恋、はじめまして」（1984年）、中山美穂の「色・ホワイトブレンド」（1986年）など、数多くのヒット作を生み出してゆく。ホワイトブレンドの作製時はまだ子供が小さく寝た子供を起こさないように洗面所にミニキーボードを持ち込んで作業をした。なお、「元気を出して」は1987年に竹内がセルフカバーしているほか、中国語カバー（北京語と広東語のいずれか）が香港と台湾あるいは両地域で2005年までに4度発売されている。日本におけるセルフ以外のカバーは早くも初年（1984年）にピアノソロ曲を出した村松健や、2003年にカバーしてヒットさせた島谷ひとみばかりでなく、多くのカバー曲が生み出されてきた。

1980年代半ばに中森明菜のアルバム『CRIMSON』のためにテーマに副った楽曲群を提供し、アルバムは1986年に発売された。これ以降、竹内はOLの何気ない日常に焦点を当てた歌や、道ならぬ恋を題材にした曲を数多く世に送り出していった。これらは高評価を得て、竹内の音楽世界のパブリックイメージの一つとして定着する。なお、竹内は、中森のアルバムに提供した5曲中の2曲を1987年）発売のアルバム『REQUEST』の中でセルフカバーしており、また、もう1曲のセルフカバーは『Denim』（2007年）の初回特典CDに収録された。
『REQUEST』は3年間のロングセールスを記録する。同1987年11月にはシングル「AFTER YEARS/駅」が発売されているが、「駅」は中森明菜の持ち味に合わせて作詞・作曲された竹内にしては珍しいマイナーコードの曲であったものが、当初は予定に無かったセルフカバーとしてリリースされ、大きな支持を集めることとなり、広くこの曲が知られるようになった。
1989年9月、『火曜サスペンス劇場』の8代目主題歌であった「シングル・アゲイン」が発売され、ロング・ヒット曲となった。

### 1990年代
1990年9月、『火曜サスペンス劇場』の9代目主題歌「告白」が発売され、これもヒットした。
1992年5月、「マンハッタン・キス」がヒット。同年10月に発売されたアルバム『Quiet Life』は、発売と同時にミリオン・セラーとなった。
1994年5月、「純愛ラプソディ」を発売。竹内まりや最大のヒット曲（シングル売上ランキング第1位曲）となった。
同年7月に発売されたベスト・アルバム『Impressions』は売上枚数300万を超える大ヒットを記録。

1995年11月発売のシングル曲で、ケンタッキー・フライドチキンのクリスマスキャンペーン用CMソングとして使用された「今夜はHearty Party」では、当時たまたま観ていたフジテレビ系ドラマ『あすなろ白書』に触発され、歌詞に「キムタク」のフレーズを入れたことから、SMAP・木村拓哉の起用をジャニーズ事務所へ打診したところ快諾を得て、コーラスと冒頭、間奏の台詞に木村が参加している。
1997年には、人気アイドル広末涼子が歌手としてデビューするに当たってシングル曲「MajiでKoiする5秒前」を提供し、これもヒットした。眩いほどの希望に溢れた少女の心情を爽やかに謳った曲で、先述の大人の道ならぬ恋の歌を生み出す竹内の振り幅の大きさを改めて示す作品になった。

1998年11月、フジテレビ系木曜劇場『眠れる森』主題歌「カムフラージュ」発売。竹内の作品としては初のオリコンシングルチャート週間1位を獲得する大ヒットとなった。
1990年代の竹内は、縁故のあるミュージシャンのライブにサプライズゲストとして登場し、洋楽カバーを数曲歌うことはあっても、公式にライブ活動再開ということではなかった。

### 2000年代
2000年7月、約18年ぶりの本格的なライブを東京・日本武道館（11日、12日）と大阪・大阪城ホール（31日）で行い、計2万5000人を動員する。その後もアルバム『Bon Appetit!』（2001年）、カヴァーアルバム『Longtime Favorites』（2003年）などをリリースし、2作品はいずれもオリコンチャート第1位を獲得した。
2004年には山下のシングル「忘れないで」の作詞を担当など、音楽活動を着実に増やし続けていた。
2006年になると、子育てが一段落したことにより、新譜リリースを精力的に行うようになった。この頃からは、歌手として曲を提供されて歌っていた当時のことも思い出して、他人の作った曲も積極的に歌ってゆこうと考えるようになった。
2007年には、6年ぶりのオリジナル・アルバム『Denim』を発表した。この作品でもオリコンチャート第1位を獲得した。同年8月に発売したシングル「チャンスの前髪」には、サザンオールスターズの原由子がゲストボーカルとして参加している。
続く2008年5月のシングル「幸せのものさし」では 、この曲が主題歌となったTBS系ドラマ『Around40〜注文の多いオンナたち〜』の主演女優・天海祐希が竹内たっての希望でコーラスに参加し、ミュージック・ビデオにも出演した。デビュー30年を迎えるこの年の9月には、竹内の曲のみで構成されたジュークボックス・ミュージカル『本気でオンリーユー』が松浦亜弥主演で初演された。また、竹内の故郷である島根県を舞台としたNHK連続テレビ小説『だんだん』が9月29日から放送開始されたが、主題歌「縁の糸」とナレーションを竹内が担当し、また、ヒロインを務めたマナカナ（三倉茉奈と三倉佳奈）には劇中歌「いのちの歌」を提供している（※『名義』も参照）。
同10月1日には、今までの発表曲を集大成したCD3枚組（初回のみボーナスディスク入りの4枚組）のベスト・アルバム『Expressions』が発売された。このベスト・アルバムの選曲にあたり、公式サイトで楽曲のファン投票を行い、NHK『SONGS』1周年記念特別番組にて発表している。10月23日には、東京国際フォーラムで開かれた作・編曲家 林哲司の活動35周年記念のコンサートにサプライズゲストとして登場し、林が手がけた「September」「象牙海岸」の2曲を生披露した。12月28日、大阪フェスティバルホールで開かれた夫・山下達郎のフェスティバルホール最後の公演に、「私もフェスティバルホールにさよならをさせて欲しい」との意向でアンコールのサプライズゲストとして出演し、「人生の扉」「September」を披露したのに加えて、ダブルアンコールでは山下とのデュエットで「LET IT BE ME」を披露した。
2009年4月17日、山下のコンサートツアー東京最終公演（追加公演を除く）にあたる中野サンプラザホールの公演にも、アンコールのサプライズゲストとして出演し、「September」を披露したうえで残り2曲のコーラス隊にも参加した。

### 2010年代前半
2010年8月14日に北海道で行われた野外フェス『RINSING SUN ROCK FESTIVAL 2010 in EZO』に山下が出演した際、バックコーラスの一人として全曲に参加。同年12月4日、10年ぶりの本格的なライブである『souvenir again』（日本武道館）の初日にピアノ弾き語りで「いのちの歌」を披露した。これは連続テレビ小説『だんだん』において主題的な意味を持つ重要な曲で、「作詞 Miyabi、作曲 村松崇継」ということになっているのであるが、実は「Miyabi」は竹内のペンネームであるということをその場で明かした（※『名義』も参照）。
2012年4月6日、結婚30周年（真珠婚）を迎えた同年9月2日、『SWEET LOVE SHOWER 2012』に山下が出演した際、スペシャルゲストとして登場し、「家に帰ろう（マイ・スイート・ホーム）」「元気を出して」を披露した。

2013年には出身地の出雲市からの依頼を受け、出雲大社の60年に一度の大遷宮が斎行されるこの年に、故郷への想いを歌った楽曲『愛しきわが出雲』を書き下ろし、同年8月に提供した。出雲の市民コーラス隊と共に、地元でレコーディングした4日には、デビュー35周年の記念企画としてアン・ルイス「リンダ」、河合奈保子「けんかをやめて」、中森明菜「駅」など他のアーティストへの提供楽曲を集めた2枚組コンピレーション・アルバム『Mariya's Songbook』を発売。自ら監修・選曲を手がけ、楽曲解説も自ら執筆。初回限定盤には自身が歌った提供楽曲のデモバージョンなどのレア音源も収録された。
2014年、7月デビュー35周年アニバーサリイヤーを飾るシングル「静かな伝説（レジェンド）」リリース。竹内自身の発案で桑田佳祐、原由子をコーラスに迎え、山下達郎も加えた4人での楽曲制作が「蒼氓」以来26年ぶりに実現した。同年9月、7年ぶりのアルバム『TRAD』をリリース。オリコンチャート2週連続で1位獲得。第56回日本レコード大賞「最優秀アルバム賞」を受賞した。また、同年11月から12月にかけて1981年以来33年ぶりに6都市9公演の全国アリーナツアー『ケンタッキーフライドチキン presents 「souvenir2014」supported by JAPAN FM NETWORK』も開催した。同年11月19日、ムーン移籍後最初のアルバムである『VARIETY』の30周年記念盤をリリースした。

### 2010年代後半

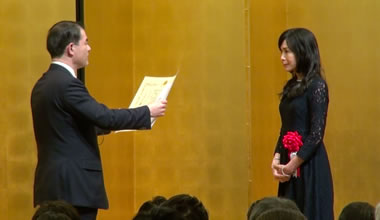
2019年3月12日、芸術選奨贈呈式にて（右）

2015年3月、出雲市から特別功労者として表彰を受けた。市に楽曲『愛しきわが出雲』を提供するなどしたことで地域への愛着醸成に貢献した功績による受賞であった。同年5月、第6回岩谷時子賞を受賞。
2016年2月、嵐のニューシングル「復活LOVE」の作詞を手掛けた。作曲・編曲は山下達郎。同年4月、テレビ東京系列経済ニュース番組「ワールドビジネスサテライト」のエンディングテーマ「今日の想い」を書き下ろした。

2017年7月15日には第三者の手でYouTubeに80年代の曲「PLASTIC LOVE」（プラスティック・ラヴ）がアップロードされ、作品リリースの無い海外でも視聴され始めた。同年11月22日には『REQUEST』の30周年記念盤をリリースしている。
2018年、デビュー40周年を迎えた。この年、上述した「PLASTIC LOVE」の動画再生回数が2400万回以上という驚異的な伸びを見せ、大きな話題となった。2010年代初頭に始まったヴェイパーウェイヴが数多くサンプリングしたことで、かつて日本で大流行しながら欧米に輸出されなかったために国際的にはほぼ無名であったシティーポップなる音楽ジャンルが“少しずつ”海外に知られることとなり、加えて、知ったからにはと世界中どこからでもボーダーレスで簡単にアクセスできる動画共有サービスを使って熱心に掘り起こされる過去作の中から「PLASTIC LOVE」と竹内が見出され、一躍脚光を浴びることになった。それがこのブームの本流の動きであった。往時の竹内はシティーポップの第一人者というわけではなかったが、2017年発のブームの下では係る音楽ジャンルを代表する楽曲および人物と捉えられるまでになった。火付け役となったYouTubeには数多くのシティーポップ集がアップロードされるが、「PLASTIC LOVE」と竹内まりやはその種のコンピレーションでは定番中の定番となった。
同年10月17日には、デビュー40周年を記念してシングル「小さな願い／今を生きよう」をリリースし、11月18日には初のファンミーティングを開催した。11月21日からはデビューアルバム『BEGINNING』の40周年記念リマスター盤が発売されたことを皮切りに、RCA／RVC時代のカタログが最新リマスターとボーナストラック付きで順次発売された。11月23日からデビュー40周年を記念して製作されたライブ・ドキュメンタリー映画『souvenir the movie~MARIYA TAKEUCHI Theater Live』が、期間限定で全国ロードショー（後述）。
2019年3月、芸術選奨文部科学大臣賞（大衆芸能部門）を受賞。同月、デビュー40周年記念特番「竹内まりやMusic&Life〜40年をめぐる旅」がNHK総合で放送された。39年ぶりにNHKスタジオにて歌唱。ウォルト・ディズニー・ピクチャーズ映画『ダンボ』（ティム・バートン監督）にて日本版エンディングソング『ベイビー・マイン』を歌唱。同年5月、「関ジャム完全燃SHOW（テレビ朝日系列）にて竹内まりや特集がオンエア。前年公開された映画『souvenir the movie~MARIYA TAKEUCHI Theater Live』がアンコール上映される。同2019年9月、40周年記念アルバム『Turntable』をリリース。オリコンチャート1位を記録し、これにより「昭和・平成・令和3時代で1位を獲得した初の女性アーティスト」となると同時に、「女性最年長１位獲得アーティスト」（64歳6か月）となった。10月、映画「最高の人生の見つけ方」（犬童一心監督・吉永小百合・天海祐希共演）主題歌「旅のつづき」を書き下ろし、シングル・リリースする。11月、『第61回輝く!日本レコード大賞』にて「特別賞」を受賞。12月31日にはNHK紅白歌合戦の特別企画・竹内まりや×第70回紅白「未来へつなぐいのちのメッセージ」に出演し、「いのちの歌」を歌唱した。

### 2020年代
2020年1月1日発売の「いのちの歌」（スペシャル・エディション）が13日付オリコン週間シングルランキングで第1位獲得。64歳10か月での1位獲得は歴代最年長記録となった。これにより、「カムフラージュ」以来21年1か月ぶりの1位インターバル記録を樹立した。11月18日、初の映像作品「souvenir the movie~Mariya Takeuchi Theater Live (special edition)~」をDVD、Blu-rayで発売。《Disc 1》には、デビュー40周年を記念して2018年11月に劇場公開され大ヒットしたライヴ・ドキュメンタリー映画『souvenir the movie 〜MARIYA TAKEUCHI Theater Live〜』を、《Disc 2》には、これまでに制作されたほとんどのミュージック・ビデオと、映画では未公開だったライヴ映像を4曲収録。さらには、山下達郎とのスペシャル対談やライヴ写真を掲載した80ページのブックレットが封入されている。「オリコン週間DVDランキング」、「オリコン週間Blu-ray Disc（以下BD）ランキング」で、ともに初登場1位を獲得。音楽作品のDVDとBDを合計した「ミュージックDVD・BDランキング」でも、合計売上6.2万枚で初登場1位を獲得し、3部門同時1位となった。 初めての音楽映像作品でオリコンチャート3部門1位は史上4組目である。
2021年1月22日、前年11月に7年ぶりの全国アリーナツアー『ケンタッキーフライドチキン presents 「souvenir2021」』を2021年4月～5月に全国6都市で計13公演開催する事を発表したが、新型コロナウイルス感染拡大と緊急事態宣言の再発令を受け、中止を発表。
2月、アルバム『Turntable』とシングル「旅の続き」の応募抽選特典として、2019年4月に計画されていたZepp Tokyoでのライブが新型コロナ感染の影響で11月に延期となったが、感染状況が収束の兆しを見せないことから、無観客での配信ライブ『LIVE Turntable』として、当選者約2000人を対象にMUSIC/SLASHにて配信された。
5月29日、2月に応募特典として配信された『LIVE Turntable』のネット上での反響と全国アリーナツアーの中止を受け、初の有料ライブ動画配信『LIVE Turntable Plus』を実施した。2月に配信した限定ライブ映像に2010~2014年のライブ映像を加え、動画配信20分前には『サンデー・ソングブック出張編』として音声配信「夫婦放談Plus」も実施され、音声とともに収録の様子の静止画が流された。プラットフォームはMUSIC/SLASH。6月11日〜13日にアンコール配信が実施された。
2021年11月3日に杏里とのユニット「Peach＆Apricot」で「Watching Over You」(作詞：竹内まりや、　作・編曲：林哲司)の配信をスタート。林とのタッグはシングル「イチゴの誘惑」以来40年ぶり。旧知の仲である杏里との初コラボ作品。
2024年10月29日、アルバム『Precious Days』がオリコン週間アルバムランキングで1位を獲得。69歳7ヵ月での1位獲得となり、「アルバム1位獲得最年長アーティスト」記録において、女性アーティスト歴代1位。

## コンサート
2000年に『TOKYO-FM&fm-osaka開局30周年記念イベント』が、日本武道館（7月11日・12日）と大阪城ホール（7月31日）にて開催され、cannaとSING LIKE TALKINGとともに竹内本人も出演し、約18年ぶりに本格的なコンサートを開催した。公演は3番目のトリとして出演。約1時間半の公演時間で14曲を歌唱した。山下達郎もバックメンバーとして参加し、最後には二人のデュエット曲「LET IT BE ME」も披露している。この模様は『Souvenir〜Mariya Takeuchi Live』としてアルバム化された。
これ以降も、2007年10月13日に開催された、コブクロなどが出演した野外ライブ『風に吹かれて』で、シークレットゲストとしてサプライズ登場し、「元気を出して」を、松たか子などの出演者とともに披露し、また、長年の音楽仲間であるセンチメンタル・シティ・ロマンスのコンサートのサプライズゲストで持ち歌を披露するなど、必ずしもライブに否定的ではなく、竹内本人も2009年以降のライブ活動に対して意欲を見せていた。また、同2008年12月5日に厚木市民文化会館で行われた夫・山下達郎のコンサートで、「まりやのコンサートもこのメンバーでやる」との山下の発言があり、ライブへの本格復帰が期待されていたが、その年に実現することは無かった。その後、2010年8月29日にゲスト出演したラジオ番組『山下達郎のサンデー・ソングブック』と公式サイトにおいて、12月3日・4日の日本武道館と12月21日・22日の大阪城ホールで、10年ぶりの本格的ライブである『souvenir again』を行うと発表した。このコンサートのライブ音源の一部は前述した番組の2011年2月27日放送回で「夫婦放談番外編」として披露されている。2014年には、11月22日から12月21日にかけて、33年ぶりとなる全国ツアー『souvenir 2014』を全国6都市で9公演を行った。
2018年には、デビュー40周年を記念して過去3度に亘って開催されたコンサートの模様を『souvenir the movie～Mariya Takeuchi Theater Live～』と題し、東映の配給により同社子会社のティ・ジョイ直営劇場をはじめ全国8か所の映画館にて上映された。2018年11月23日公開。上映時間 94分。好評を博したことにより、2019年5月17日から2週間、全国8都市・8劇場でアンコール上映された。加えて、同作品は内容などが評価され、平成30年度（第69回）芸術選奨 文部科学大臣賞（大衆芸能部門）を受賞した。また、アンコール上映の際は、2012年に公開されて話題を呼んだ山下達郎の『山下達郎シアター・ライヴ PERFORMANCE 1984-2012』も同時アンコール上映された。

### コンサート一覧
| 年               | 形態                                            | タイトル | 公演規模                                        | 公演日程・会場 | 備考 |
| ---------------- | ----------------------------------------------- | --- | ----------------------------------------------- | --- | --- |
| 1979年           |                                                 | |                                                 | | |
| ジョイントライブ | MARIYA & ANRI EARLY SPRING CONCERT              | 1か所、1公演 | 3月18日 九段会館                                | 杏里とのジョイントコンサート、バックバンドは、センチメンタル・シティ・ロマンス | |
| イベント         | STETCH CONCERT 決勝本選会 東京公演通り音楽祭779 | 1か所、1公演 | 4月12日 芝郵便貯金会館                          | 柳ジョージ&レイニーウッドと共に出演 | |
| 単独             | ファースト・コンサート "WE WANT MARIYA"         | 1か所、1公演 | 6月9日 日本青年館 7月16日 愛知県勤労会館 他     | | |
| フェスティバル   | フェスタしずおか                                | 1か所、1公演 | 8月3-5日 駿府公園                               | | |
| 単独             | 竹内まりやコンサート                            | 2か所、2公演 | 10月5日 大阪厚生年金会館 10月12日 目黒公会堂 他 | | |
| 単独             | ファースト・アニバーサリー・コンサート          | 1か所、1公演 | 12月14日 芝郵便貯金会館                         | ゲスト：山下達郎、アン・ルイス | |
| 1980年           | ジョイントライブ                                | 竹内まりや VS ダニー飯田&パラダイスキング                                                                              | 1か所、1公演                                    | 3月1日 サンシャイン劇場 | |
| 1980年           | イベント                                        | 資生堂花椿会の集い ピーチパイ スペシャル コンサート TAKEUCHI MARIYA with SPRING SYMPHONY                               | 1か所、1公演                                    | 4月15日 日本武道館 | |
| 1980年           | 単独                                            | Love you Picnic tour                                                                                                   | 21か所、22公演                                  | 4月25日 浜松市民会館 4月27日 宮城県民会館 4月28日 岩手県民会館 5月7日 長崎市公会堂 5月8日 福岡市民会館 5月9日 熊本市民会館 5月11日 名古屋市民会館 5月12日 新宮市民会館 5月21日 藤沢市民会館 5月22日 厚木市民会館 5月27日 神戸文化ホール 5月29日、30日 中野サンプラザ 6月12日 神奈川県民ホール 6月14日 埼玉会館 6月17日 日立市民会館 6月18日 群馬県民会館 6月26日 島根県民会館 6月27日 大阪厚生年金会館 6月30日 福井市文化会館 7月1日 京都会館第一ホール 7月4日 太田市民会館 | |
| 1980年           | フェスティバル                                  | 80'S JAM OVER JAPAN IN SAPPORO                                                                                         | 1か所、1公演                                    | 7月26日 真駒内屋内競技場 | 共演：サザンオールスターズ、シャネルズ、ダウン・タウン ファイティング・ブギ・ウギ・バンド、もんた&ブラザーズ、五十嵐浩晃、安全地帯 |
| 1981年           | 単独                                            | ”Miss M”Concert |                                                 | 1月13日 フェスティバルホール 1月24日 名古屋市民会館 3月1日 渋谷公会堂 等 | |
| 1981年           | 単独                                            | ストロベリーキッス |                                                 | 5月19日 フェスティバルホール 5月15日 愛知県勤労会館 5月19日 札幌市民会館 5月27日 新潟県民会館 他 | |
| 1981年           | 単独                                            | MARIYA POPPING TOUR |                                                 | 8月25日 中野サンプラザ 等 | 40周年記念リマスター盤に収録：夏の恋人 / グッドバイ・サマーブリーズ / すてきなヒットソング / J-Boy / 想い出のサマーデイズ / SEPTEMBER / 象牙海岸 / 恋の終わりに / 二人のバカンス / Secret Love / Sweetest Music / Farewell Call / ウエイトレス / Natalie / Special Delivery ～特別航空便～ / Crying All Night Long with 伊藤銀次 / ラスト・トレイン |
| 1981年           | 単独                                            | PORTRAIT TOUR (SO LONG LIVE)                                                                                           |                                                 | 12月10日 福岡電気ホール 12月22日 東京厚生年金会館 他 | 40周年記念リマスター盤に収録：ブルー・ホライズン / 待っているわ / 五線紙 / リンダラジオオンエア音源：ドリーム・オブ・ユー / 二人のバカンス / 突然の贈りもの / 象牙海岸 / Natalie / Special Delivery / Sweetest Music / 恋の終わりに / J-Boy / Farewell Call / すてきなヒットソング                                                                  |
| 1981年           | 単独                                            | 竹内まりや ラストライブ                                                                                                |                                                 | 12月12日・13日 大阪 THE BALLADE | |
| 2000年           | ジョイントライブ                                | TOKYO FM/fm osaka 開局30周年記念コンサート                                                                             | 2か所、3公演                                    | 7月11日 日本武道館 7月12日 日本武道館 7月31日 大阪城ホール | 結婚前のコンサート以来、約20年ぶりのステージとなった。バンドマスターは夫である山下達郎が務めた。本公演の模様は、ライブ・アルバム「souvenir mariya takeuchi live」として発売された。 共演：canna、SING LIKE TALKING |
| 2007年           | フェスティバル                                  | 朝日新聞21 LIVE in EXPO'70 『風に吹かれて2007』」                                                                      | 1か所、1公演                                    | 10月13日 万博公園もみじ川芝生広場 | コブクロ主催の音楽フェスに、シークレット・スペシャル・ゲストとして参加。みんなひとり（共演：松たか子）、元気を出して（共演：松たか子、コブクロ、TAKE、佐藤竹善）を披露した。 |
| 2008年           | ゲスト出演                                      | 作曲家35周年記念 林哲司スペシャルサンクスコンサート ～Hit Song File                                                    | 1か所、1公演                                    | 10月23日 東京国際フォーラム ホールA | 林哲司の記念コンサートに、シークレットゲストとして出演。林が作曲したSEPTEMBER、象牙海岸を披露した。 |
| 2008年 - 2009年  | ゲスト出演                                      | 山下達郎 PERFORMANCE 2008-2009                                                                                         | 2か所、2公演                                    | 2008年12月28日 フェスティバルホール 2009年5月11日 中野サンプラザ | 山下達郎のフェスティバルホール解体前の最終公演に「私も、フェスティバルホールに、さよならを言わせて欲しい」との意向で、アンコールにゲスト出演。人生の扉、SEPTEMBER、ダブルアンコールでは、山下と共にレット・イット・ビー・ミーを披露した。またツアー最終公演となる中野公演では、アンコールにSEPTEMBERを披露した。                                    |
| 2010年           | ジョイントライブ                                | WARNER MUSIC JAPAN 40th.Anniversary 〜100年 MUSIC FESTIVAL〜                                                           | 1か所、2公演                                    | 10月30日・31日 日本武道館 | 10月31日に出演することが発表され、「元気を出して」、「人生の扉」を披露。30日は山下達郎とサプライズ出演し、「レット・イット・ビー・ミー」を披露した。 |
| 2010年           | 単独                                            | ケンタッキーフライドチキン Presents TOKYO-FM/FM OSAKA 開局40周年記念スペシャル 『souvenir again』 竹内まりや LIVE 2010 | 2か所、4公演                                    | 12月3日 日本武道館 12月4日 日本武道館 12月21日 大阪城ホール 12月22日 大阪城ホール | 2000年の日本武道館及び大阪城ホールでのステージ以来、10年ぶりの本格的なコンサートとなった。 オープニングアクト：BOX（12月3日・22日）、センチメンタル・シティ・ロマンス（12月4日・21日） |
| 2012年           | ゲスト出演                                      | SPACE SHOWER SWEET LOVE SHOWER 2012                                                                                    | 1か所、1公演                                    | 8月30日 山中湖交流プラザきらら | 山下達郎が出演した夏フェス「SWEET LOVE SHOWER 2012」に、サプライズ出演し、「家に帰ろう（マイ・スイート・ホーム）」、「元気を出して」」を披露した。 |
| 2013年           | ゲスト出演                                      | 山下達郎 PERFORMANCE 2013                                                                                              | 1か所、1公演                                    | 12月24日 中野サンプラザ | 山下達郎のライブアンコールに、サプライズ出演。山下と共に「レット・イット・ビー・ミー」を披露した。 |
| 2014年           | ゲスト出演                                      | SPACE SHOWER TV 25TH ANNIVERSARY SPACE SHOWER SWEET LOVE SHOWER 2014                                                   | 1か所、1公演                                    | 8月30日 山中湖交流プラザきらら | 山下達郎が出演した夏フェス「SWEET LOVE SHOWER 2014」に、サプライズ出演し、「PLASTIC LOVE」を披露した。 |
| 2014年           | 単独                                            | ケンタッキーフライドチキン Presents 『souvenir 2014』 竹内まりや LIVE supported by JAPAN FM NETWORK                    | 6か所、9公演                                    | 11月22日 広島グリーンアリーナ 11月23日 広島グリーンアリーナ 11月29日 ゼビオアリーナ仙台 12月4日 真駒内セキスイハイムアイスアリーナ 12月9日 マリンメッセ福岡 12月13日 大阪城ホール 12月14日 大阪城ホール 12月20日 日本武道館 12月21日 日本武道館 | 33年ぶりの全国ツアーと銘打たれたアリーナツアーである。 福岡、大阪、東京公演は、「TOKYO-FM/FM OSAKA/FM FUKUOKA 開局45周年記念」公演。 |
| 2018年           | ファンミーティング                              | MARIYA TAKEUCHI ファンミーティング（プレミアム・ミニライブ＆トーク）                                                   | 2か所、3公演                                    | 11月16日 NHK大阪ホール 11月18日 品川ステラボール | 竹内まりやデビュー40周年を記念し、シングル「小さな願い」と、シアターライブ「souvenir the movie 〜 MARIYA TAKEUCHI Theater Live〜」のムビチケカードの両方を購入した応募者の中から、抽選で2,500人を招待した初のファンミーティングを開催した。 |
| 2020年           | 単独ライブ                                      | LIVE Turntable | 2か所、2公演                                    | 4月18日 → 11月27日 品川ステラボール 4月24日 → 11月20日 NHK大阪ホール 11月23日 Zepp Tokyo（無観客ライブ収録） | アルバム『Turntable』とシングル「旅のつづき」を両方購入した応募者の中から、抽選で招待した初のライブハウスでのライブを開催予定であったが、新型コロナウイルスの影響により、最終的に中止となった。尚、当選者には後日、配信ライブを行なう事となった。                                                                                                   |
| 2021年           | 単独ライブ                                      | ケンタッキーフライドチキン Presents 『souvenir 2021』 竹内まりや LIVE supported by JAPAN FM NETWORK                    | 7か所、13公演                                   | 4月3日・4日 横浜アリーナ 4月10日・11日 大阪城ホール 4月17日・18日 日本ガイシホール 4月25日 広島グリーンアリーナ 5月1日・2日 マリンメッセ福岡 5月15日・16日 宮城セキスイハイムスーパーアリーナ 5月29日・30日 ぴあアリーナMM | 2018年のファンミーティング以来、3年ぶりのステージとなり、アリーナツアーとしては2014年から7年ぶりであったが、新型コロナ感染状況が悪化していることを受けて、2021年1月、全公演中止となった。 |
| 2021年           | ゲスト出演                                      | Concert for Katsuhisa Hattori サウンドメーカー服部克久の世界                                                           | 1か所、1公演                                    | 11月16日 新国立劇場 中劇場 | 服部克久の追悼コンサートに、夫の山下達郎と共に出演し、服部隆之率いる総勢70名のポップスオーケストラの演奏と共に、思い出の一曲を披露した。 |
| 2025年           | 単独ライブ                                      | 大和証券グループ Presents「souvenir2025 mariya takeuchi live」supported by エアウィーヴ                                | 8か所、14公演                                   | 4月15日 ポートメッセなごや 第1展示館 4月25日 大阪城ホール 4月26日 大阪城ホール 5月3日 宮城セキスイハイムスーパーアリーナ 5月10日 マリンメッセ福岡 A館 5月11日 マリンメッセ福岡 A館 5月17日 日本武道館 5月18日 日本武道館 5月24日 広島グリーンアリーナ 6月3日 横浜アリーナ 6月4日 横浜アリーナ 6月14日 北海きたえーる 6月24日 Kアリーナ横浜 6月25日 Kアリーナ横浜 | 2021年のツアーが中止となった為、11年ぶりのツアー。チケットは50万人の応募があった。 |
| 2025年           | ゲスト出演                                      | FUJI ROCK FESTIVAL 2025                                                                                                | 1か所、1公演                                    | 7月26日 苗場スキー場 | 山下達郎が出演した夏フェス「FUJI ROCK FESTIVAL 2025」にサプライズ出演し、「PLASTIC LOVE」の後半部分を山下の入れ替わりで披露、その後はバックコーラスで参加した。 |

## 人物

### 名義
出生名は竹内まりや（1955）。
「他の3姉妹は『○○子』などと日本的名前だが、『1人くらい国外に行っても通用する名前にしても良いかな』と父が思い三女に『まりや』と命名。『まりあ』ではなく『まりや』と命名したのは『まりや』の方が字面的に収まりが良いと父が感じたから。『まりや』と命名してくれて有難いと今でも思っている。『まりや』という名を他の3姉妹に羨ましがられた事はあまりない。」と述べている。
プロの音楽家としての名義は、ごく一部の例外を除き竹内まりや。結婚後の本名は山下まりや（1982 - ）であるが公言する事は無い。しかしTBSラジオ『安住紳一郎の日曜天国』の2013年7月10日放送回にゲスト出演した際のやり取りで、家庭での様子を尋ねられる場面で、安住紳一郎から「食事は、竹内まりやさんから？」と話を持ち掛けられ、「（家族といるときは）山下まりやです」と答えている。
アマチュア時代の名義は竹内 マリヤであった（? - 1978）。当時の音源は1978年に作品化されており、そこでは当時の名義が用いられている。
しらさやえみ（白鞘慧海）のセカンドシングル「君のそばに～song for Lucky」（1997年11月21日発売）では MAKO 名義で作詞している。この曲は別の歌手に提供するために作曲を担当した杉真理と共作したもので、しかし使われることなくお蔵入りしていたのを、白鞘が気に入ってシングル化したという経緯がある。Mako という名前は留学していたアメリカの公立高校でのニックネームと同じである（cf. 留学）。
NHK連続テレビ小説『だんだん』の劇中歌「いのちの歌」（2008年9月29日放映開始）は、放映開始時点で無かった歌詞が途中回から付くようになった。その作詞はこの番組の主題歌とナレーション担当の竹内まりやが Miyabi 名義で書いたものであった。と2010年12月4日のライブにて述べている (cf. Miyabi2008, Miyabi2010)。

### 曲作り
「思いを大衆と共有できるようにするため『こういう思いは皆にもあるはず』と感じた内容を出来るだけ平易かつ押しつけがましくないような作詞を心掛けている」と述べている。
2014年におけるワーナーミュージック・ジャパンの「竹内まりや スペシャルサイト」では、作曲の際はピアノまたはキーボードを使う と言っている。しかし、実際のところ、ピアノはめったに使わないらしい。夫・山下達郎は自宅の地下に専用の音楽室を持っていて、そこで曲作りをするが、竹内にそういったものは無く、大抵はダイニングテーブルの上でミニキーボードを使って作る。
シングル曲「色・ホワイトブレンド」を書いたときは、まだ娘が赤ちゃんだったので、寝かしつけた後で起こさないよう洗面所辺りへ移動しては小さな音で作っていたが、すぐに目を醒ましてしまうため、行ったり来たりを繰り返していたという。しかし、曲が書けなくなると子育てや主婦業に逃げ、子育てや主婦業で行き詰ると曲作りに逃げることができたため、上手くバランスが取れていて楽しかったと振り返る。

### シンガーソング専業主婦
「シンガーソング専業主婦」とも呼ばれる ようになったのは、夫の山下達郎がそのように名付けたからで、主婦業をこなしつつ在宅のまま音楽活動を続けていたことによる。しかし竹内自身は「シンガーソング“兼業主婦”でしょ？」と笑って反論する。竹内は在宅のままでの主婦と音楽活動の兼業によって「作家的視点が養われた」と語っている。

### 影響を受けた音楽
音楽的な原点は、1960年代のニール・セダカやデル・シャノンなどの欧米ポップスの作品、弘田三枝子や坂本九、ザ・ピーナッツなど日本人歌手が訳詞して歌っていたオールディーズ、吉田拓郎。人生で最も大きな影響を受けたのはビートルズである。1984年発売のアルバム『VARIETY』（のちの別表記：ヴァラエティ）の収録曲でシングルカットもされた「マージービートで唄わせて」は、彼らへの想いを表したオマージュソングになっており、少女だったあの頃は話している言葉も分からないのに夢中で追いかけていたと謳っている。また、大学時代には、ジェームズ・テイラーなどのシンガーソングライター、ウェストコーストロック、ザ・バンド、ニール・ヤングなどを好んで聴いていた。リンダ・ロンシュタットの『Living in the USA』のアルバムジャケットと同じような恰好をしたことがあり、"日本のリンダ・ロンシュタット"と称えられたこともあったが、これに反発し、「リンダよりキャロル・キングを尊敬する。彼女は自分で曲を書くから」と話したことがある。

### ライブについて
結婚後にライブをやらなかった理由については、当時は基本的に「子育てや家庭を優先するため」と語っており、夫・山下達郎から制限を受けていたり、遠慮・気遣いがあってのことではないと明言している。
実際、子育てが落ち着いた2000年以降には、「souvenir」（2000年、@東京・大阪）、「souvenir again」（2010年、@東京・大阪）、「souvenir 2014」（2014年、@東京・大阪・札幌・仙台・広島・福岡）、「souvenir 2025」（2025年、@名古屋・大阪・宮城・福岡・東京・広島・横浜(横浜アリーナ)・札幌・横浜(Kアリーナ横浜）と銘打ったライブを行っている。しかし、チケットについては争奪戦が激しく、毎回プラチナチケットになっている。

### アイドル的活動
1979年10月2日放送のフジテレビ系特別番組（スポーツバラエティ番組）『第17回 オールスター紅白大運動会』にRCAレーベルの代表の一人として駆り出された時は、出るからには精いっぱい頑張って走り高跳びで第2位になったものの、帰宅して冷静になってからVTRで振り返っていると、「一日何も歌わせてもらえずに私は何をしていたんだろう」と酷く悲しい気持ちになったという。また、1980年7月21日に発売される5作目のシングル曲「二人のバカンス」を歌う予定で日本テレビ系のバラエティ番組『TVジョッキー』に出演した竹内は、大口コンテストというコーナーで天突き棒を使って一般人男性の口の中に大量のところてんを押し出す役を急遽させられる。男の子の口の中にところてんを押し込みながら、「私、何してるんだろう。」「私の人生、こんなことでいいのだろうか。」と疑問が湧き上がってきたという。やや冗談めかしてではあるが、この頃の思いがトラウマになっていて、何十年経ってもバラエティ番組には出演できないと語る。「ミニスカートとタイツで、アイススケートをする私」の撮影や、「お部屋でトーストをかじる私」のグラビア撮影とか、そういった仕事にも戸惑いばかりを抱いていた。
音楽界の頼れる先輩であった山下にもこの件でよく相談に乗ってもらっていた。山下からも「その先に君が望むような未来は無い」と言われた。やがて竹内はテレビ番組への出演を段階的に減らしていったが、踏ん切りを付けることはできないで活動し続けていたところ、いつものように出掛けようとしたある日の朝、急に涙が溢れてきて、そして声が出なくなってしまった。喉（のど）を傷めたとも言っており、とにかく入院する事態に陥ったことから、これを機に考えを切り替え、竹内は一旦芸能活動をリセットした。そうして、結婚相手と決めた山下を支える伴侶としての自分を第一とし、楽曲は提供する側に回って自分に合ったペースで手掛けてゆくことにした。
楽曲を提供する側になった竹内にとっては、アイドル的活動を通して経験した悲喜こもごもは大きな財産になった。作曲者および音楽プロデューサーとしての竹内まりやには、アイドルへの深いシンパシーとリスペクトがあり、それが数々のヒット曲をアイドル歌手に提供できる素地になっている。

### 山下達郎について
当初、竹内にとっての山下は、純然とした音楽的活動をやらせてもらえない自分のこれからを相談することができる、頼り甲斐のある先輩であった。さらに仕事と音楽に対する誠実さを知ることで、特別な存在へと変わっていった。（『不思議なピーチパイ』のレコーディングの少し後の仕事として、）アン・ルイスに提供するシングル曲「リンダ」（4月発売）を製作している時、仕事が立て込んでいたにもかかわらず、合間を縫ってひとり徹夜で多重コーラスに取り組んでくれていたのを目にした時が、気持ちの切り替わった瞬間であったという。

フジテレビ系の音楽番組『夜のヒットスタジオ』の1980年7月28日放送回にシングル曲「二人のバカンス」で出演した竹内は、歌唱後に司会の芳村真理と井上順に詰め寄られた。既に双方の親に報告していたし、隠す必要も無かったので、「（噂どおり、山下達郎さんと）お付き合いしています」と答え、交際宣言をした。結婚に際して山下からのプロポーズの言葉は「結婚しようか」の一言くらいで、特別なことは無かったという。

竹内は夫のことを表立っては「達郎」と呼んでいる。ほかに、砕けた場面では「たっつぁん（達っつぁん）」と呼ぶことも多い。これは、上述したアン・ルイスが「リンダ」を製作していた時に呼び始めたもので、それを気に入って竹内も使いだしたのが始まりであった。TOKYO FM『山下達郎のサンデー・ソングブック』「納涼夫婦放談 Part2」（SSB #1401。2019年8月25日放送）で夫婦共演した際、山下は「周りに人が多いと『たっつぁん』になる」と分析してみせたが、竹内は特に法則は無いと答えた。もっとも、家での呼び名は全然違っていて、それは秘密だと言う。少なくとも「たっちー」ではない とのこと。
竹内の楽曲で山下が一番好きなのは「純愛ラプソディ」だという。二人とも話すのが大好きな性格なので、二人で家にいる時は音楽のことや雑多な日々の事柄などを一日中しゃべっている。
互いの音楽的な好みが微妙に違うことが時として作品に現れることがある。一例として山下が詞・曲ともに竹内に提供した『Morning Glory』では、竹内の好みと希望が反映された海外のミュージシャンによるAOR調の編曲が、山下の好みと異なったことと、竹内の希望でメロディーを変えた部分もあったことから、アルバム『FOR YOU』で自身がイメージした編曲のセルフカバーを発表した。また竹内が作詞・山下が作曲の『忘れないで』は山下が歌唱したが、当初の歌詞に対する「彼女自身が歌うといいんだけど、僕が歌うと全然ダメで」という山下の要望から作詞をやり直したという。
竹内の楽曲のサブスクリプション配信を開始した際には、自らの楽曲では基本的に行わない方針としている山下も協力的な姿勢を取り、音質などについても監修した。

### 竹野屋
「竹野屋（たけのや）」は屋号で、旅館の名前は「竹野屋旅館」。1877年（明治10年）の創業時から現在地にある。「竹内繁蔵」は竹野屋の当主が代々襲名してきた名跡で、父親は「四代目当主」として「四代目竹内繁蔵」を名乗り、竹内が高校2年時から大社町町長を15年間務めた。
2014年発売のアルバム『TRAD』のディスクジャケットの写真は、竹野屋旅館の階段で撮影したものであり、現場に案内板が設置されている。館内には、「縁の糸」の曲名と歌詞および「愛しきわが出雲」の歌詞を表した書（書道作品）が展示されているが、これらは母親の手による作品である。

## ディスコグラフィ

### シングル
|    | 発売日                      | タイトル                                               | 規格品番                                                             | 順位      | 登場週数  | 収録アルバム                 |
| -- | --------------------------- | ------------------------------------------------------ | -------------------------------------------------------------------- | --------- | --------- | ---------------------------- |
| 1  | 1978年11月25日              | 戻っておいで・私の時間                                 | RVS-541                                                              | 84位      | 9週       | BEGINNING                    |
| 2  | 1979年2月25日               | ドリーム・オブ・ユー 〜レモンライムの青い風〜          | RVS-545                                                              | 30位      | 24週      | UNIVERSITY STREET            |
| 3  | 1979年8月21日               | SEPTEMBER                                              | RVS-553                                                              | 39位      | 23週      | LOVE SONGS                   |
| 4  | 1980年2月5日                | 不思議なピーチパイ                                     | RVS-557                                                              | 3位       | 18週      | LOVE SONGS                   |
| 5  | 1980年7月21日               | 二人のバカンス                                         | RHS-501                                                              | 42位      | 10週      | Miss M                       |
| 6  | 1980年12月5日               | SWEETEST MUSIC                                         | RHS-508                                                              | （圏外）  | （圏外）  | Miss M                       |
| 7  | 1981年4月5日                | イチゴの誘惑                                           | RHS-515                                                              | 80位      | 4週       | PORTRAIT                     |
| 8  | 1981年9月25日               | Special Delivery 〜特別航空便〜                        | RHS-527                                                              | （圏外）  | （圏外）  | PORTRAIT                     |
| 9  | 1981年12月16日              | NATALIE/アップル・パップル・プリンセス                 | RHS-532                                                              | 70位      | 9週       | PORTRAIT (#1)                |
| 10 | 1984年4月10日 1999年6月2日  | もう一度/本気でオンリーユー (Let's Get Married)        | MOON-711 10SD-30 WPDV-10010:再発盤                                   | 20位 35位 | 16週 4週  | VARIETY                      |
| 11 | 1984年8月25日               | マージービートで唄わせて                               | MOON-716 10SD-31                                                     | 78位      | 4週       | VARIETY                      |
| 12 | 1985年3月25日 2021年11月3日 | PLASTIC LOVE                                           | MOON-13002 WPJL-10152:再発盤                                         | 86位 5位  | 2週 28週  | VARIETY                      |
| 13 | 1986年3月25日               | 恋の嵐                                                 | MOON-726 10SD-32                                                     | 20位      | 13週      | REQUEST                      |
| 14 | 1986年10月25日              | 時空の旅人                                             | MOON-731 10SD-33                                                     | 46位      | 8週       | REQUEST                      |
| 15 | 1987年7月25日               | 夢の続き                                               | MOON-745 10SD-34                                                     | 43位      | 9週       | REQUEST                      |
| 16 | 1987年11月28日              | AFTER YEARS/駅                                         | MOON-753 10SD-5                                                      | 55位      | 12週      | Quiet Life (#1) REQUEST (#2) |
| 17 | 1988年11月28日              | 元気を出して                                           | MOON-770 10SD-17                                                     | 70位      | 7週       | REQUEST                      |
| 18 | 1989年9月12日               | シングル・アゲイン                                     | MOON-779 10SD-29                                                     | 2位       | 32週      | Quiet Life                   |
| 19 | 1990年9月18日               | 告白                                                   | AMDM-6018                                                            | 3位       | 27週      | Quiet Life                   |
| 20 | 1992年5月25日               | マンハッタン・キス                                     | AMDM-6055                                                            | 11位      | 18週      | Quiet Life                   |
| 21 | 1992年11月10日              | 家に帰ろう（マイ・スイート・ホーム）                   | AMDM-6066                                                            | 18位      | 11週      | Quiet Life                   |
| 22 | 1993年7月10日               | 幸せの探し方                                           | AMDM-6095                                                            | 42位      | 3週       | Quiet Life                   |
| 23 | 1994年3月25日               | 明日の私                                               | AMDM-6109                                                            | 19位      | 9週       | Impressions                  |
| 24 | 1994年5月10日               | 純愛ラプソディ                                         | AMDM-6110                                                            | 5位       | 22週      | Impressions                  |
| -  | 1994年9月25日               | 本気でオンリーユー (Let's Get Married)/Forever Friends | AMDM-6122:再発盤                                                     | 48位      | 4週       | Impressions                  |
| 25 | 1995年11月20日              | 今夜はHearty Party                                     | AMDM-6155                                                            | 3位       | 14週      | Bon Appetit!                 |
| 26 | 1996年11月18日              | ロンリー・ウーマン/Tell me, tell me                    | AMDM-6175                                                            | 13位      | 9週       | Bon Appetit!                 |
| 27 | 1998年11月18日              | カムフラージュ/Winter Lovers                           | WPDV-7180                                                            | 1位       | 14週      | Bon Appetit!                 |
| 28 | 1999年9月22日               | 天使のため息/ソウルメイトを探して                      | WPDV-10030                                                           | 6位       | 10週      | Bon Appetit!                 |
| 29 | 2001年2月28日               | 真夜中のナイチンゲール                                 | WPCV-10081                                                           | 7位       | 8週       | Bon Appetit!                 |
| 30 | 2001年9月12日               | 毎日がスペシャル                                       | WPCV-10083                                                           | 40位      | 2週       | Bon Appetit!                 |
| 31 | 2001年11月7日               | ノスタルジア                                           | WPCV-10084                                                           | 30位      | 4週       | Bon Appetit!                 |
| 32 | 2006年9月6日                | 返信/シンクロニシティ（素敵な偶然）                    | WPCL-10336                                                           | 8位       | 9週       | Denim                        |
| 33 | 2006年12月6日               | スロー・ラヴ                                           | WPCL-10377                                                           | 30位      | 7週       | Denim                        |
| 34 | 2007年3月7日                | 明日のない恋                                           | WPCL-10394                                                           | 19位      | 9週       | Denim                        |
| 35 | 2007年8月8日                | チャンスの前髪/人生の扉                                | WPCL-10433                                                           | 23位      | 29週      | Expressions (#1) Denim (#2)  |
| 36 | 2008年5月21日               | 幸せのものさし/うれしくてさみしい日 (Your Wedding Day) | WPCL-10475                                                           | 6位       | 11週      | Expressions                  |
| 37 | 2008年11月26日              | 縁の糸                                                 | WPCL-10627                                                           | 12位      | 12週      | TRAD                         |
| 38 | 2010年11月3日               | ウイスキーが、お好きでしょ                             | WPCL-10876                                                           | 18位      | 8週       | TRAD                         |
| 39 | 2012年1月25日 2020年1月1日  | いのちの歌                                             | WPCL-11024:初回限定盤 WPCL-11025:通常盤 WPZL-31724/5:Special Edition | 10位 1位  | 53週 31週 | TRAD                         |
| 40 | 2013年2月27日               | たそがれダイアリー                                     | WPCL-11362                                                           | 15位      | 5週       | TRAD                         |
| 41 | 2013年7月3日                | Dear Angie 〜あなたは負けない/それぞれの夜             | WPZL-30637/8:初回限定盤 WPCL-11523:通常盤                            | 7位       | 6週       | TRAD                         |
| -  | 2013年10月27日              | Your Eyes                                              | 配信限定                                                             | -         | -         | TRAD                         |
| -  | 2014年6月10日               | アロハ式恋愛指南                                       | 配信限定                                                             | -         | -         | TRAD                         |
| 42 | 2014年7月23日               | 静かな伝説                                             | WPZL-30894/5:初回盤 WPCL-11929:通常盤                                | 10位      | 9週       | TRAD                         |
| -  | 2016年4月20日               | Let It Be Me / 山下達郎&竹内まりや                     | 配信限定                                                             | -         | -         | Expressions                  |
| -  | 2016年4月27日               | 今日の想い                                             | 配信限定                                                             | -         | -         | Precious Days                |
| 43 | 2018年10月17日              | 小さな願い/今を生きよう (Seize the Day)                | WPCL-12937                                                           | 6位       | 11週      | Precious Days                |
| 44 | 2019年10月9日               | 旅のつづき                                             | WPZL-31681/2:初回限定盤 WPCL-13106:通常盤                            | 3位       | 10週      | Precious Days                |
| 45 | 2023年12月20日              | 君の居場所 (Have a Good Time Here)                     | WPCL-13527                                                           | 9位       | 10週      | Precious Days                |
| 46 | 2024年8月28日               | 歌を贈ろう                                             | WPCL-13604                                                           | 10位      | 12週      | Precious Days                |

### アルバム

#### オリジナル・アルバム
| #  | 発売日                                  | タイトル                                      | 順位     | 登場週数   |
| -- | --------------------------------------- | --------------------------------------------- | -------- | ---------- |
| 1  | 1978年11月25日                          | BEGINNING                                     | 17位     | 29週       |
| 2  | 1979年5月21日                           | UNIVERSITY STREET                             | 7位      | 46週       |
| 3  | 1980年3月5日                            | LOVE SONGS                                    | 1位      | 20週       |
| 4  | 1980年12月5日                           | Miss M                                        | 14位     | 15週       |
| 5  | 1981年10月21日                          | PORTRAIT                                      | 14位     | 23週       |
| 6  | 1984年4月25日 2014年11月19日:30周年盤   | VARIETY                                       | 1位 13位 | 30週 27週  |
| 7  | 1987年8月12日 2017年11月22日:30周年盤   | REQUEST                                       | 1位 9位  | 178週 25週 |
| 8  | 1992年10月22日 2022年8月31日:30周年盤   | Quiet Life                                    | 1位 4位  | 32週 22週  |
| 9  | 2001年8月22日                           | Bon Appetit!                                  | 1位      | 23週       |
| 10 | 2007年5月23日                           | Denim                                         | 1位      | 61週       |
| 11 | 2014年9月10日                           | TRAD                                          | 1位      | 45週       |
| 12 | 2024年10月23日2025年4月2日:ツアー記念盤 | Precious DaysPrecious Days [souvenir edition] | 1位-     | 41週-      |

#### ベスト・アルバム
|   | 発売日        | タイトル      | 順位 | 登場週数 |
| - | ------------- | ------------- | ---- | -------- |
| 1 | 1982年6月5日  | VIVA MARIYA!! | 32位 | 7週      |
| 2 | 1994年7月25日 | Impressions   | 1位  | 107週    |
| 3 | 2008年10月1日 | Expressions   | 1位  | 500週    |
| 4 | 2019年9月4日  | Turntable     | 1位  | 77週     |

#### カバー・アルバム
|   | 発売日         | タイトル           | 順位 | 登場週数 |
| - | -------------- | ------------------ | ---- | -------- |
| 1 | 2003年10月29日 | Longtime Favorites | 1位  | 17週     |

#### ライブ・アルバム
|   | 発売日         | タイトル                       | 順位 | 登場週数 |
| - | -------------- | ------------------------------ | ---- | -------- |
| 1 | 2000年11月22日 | Souvenir〜Mariya Takeuchi Live | 3位  | 11週     |

#### ボックス・セット
| 発売日        | タイトル                                       | 順位 | 登場週数 |
| ------------- | ---------------------------------------------- | ---- | -------- |
| 2025年3月19日 | Mariya Takeuchi RCA YEARS Vinyl Box Collection | 24位 | 1週      |

#### コンピレーション・アルバム
| 発売日         | タイトル                     | 順位 | 登場週数 |
| -------------- | ---------------------------- | ---- | -------- |
| 2013年12月4日  | Mariya's Songbook            | 3位  | 11週     |
| 2019年10月16日 | 岡田有希子 Mariya's Songbook | 13位 | 7週      |

#### 非公認アルバム
| 発売日         | タイトル                      | 順位     | 登場週数 |
| -------------- | ----------------------------- | -------- | -------- |
| 1984年8月5日   | RE-COLLECTION                 | 31位     | 11週     |
| 1985年3月5日   | RE-COLLECTION II              | 55位     | 2週      |
| 1985年7月21日  | RE-COLLECTION III             | （圏外） | （圏外） |
| 1986年11月15日 | Best Pack                     | （圏外） | （圏外） |
| 1990年8月21日  | ORIGINAL COLLECTION 1978-1981 |          |          |
| 1990年9月21日  | Morning Glory                 | 48位     | 5週      |

#### 映像作品
| 発売日         | タイトル                                                              | 規格品番                                | 順位 | 登場週数 |
| -------------- | --------------------------------------------------------------------- | --------------------------------------- | ---- | -------- |
| 2020年11月18日 | souvenir the movie 〜MARIYA TAKEUCHI Theater Live〜 (Special Edition) | DVD:WPBL-90558〜9 Blu-ray:WPXL-90242〜3 | 1位  | 32週     |

#### 参加作品
| 発売日        | 曲名                                                                                              |
| 発売日        | 収録作品                                                                                          |
| ------------- | ------------------------------------------------------------------------------------------------- |
| 1978年3月     | ハリウッド・カフェ（作詞：大貫妙子／作曲：竹内マリヤ／編曲：岡田徹）                              |
| 1978年3月     | Various Artists「ロフト・セッションズ VOL.1～フィーチャーリング・フィメール・ヴォーカリスツ」     |
| 1978年3月     | 8分音符の詩（作詞：松本隆／作曲：鈴木茂／編曲：細井豊）                                           |
| 1978年3月     | Various Artists「ロフト・セッションズ VOL.1～フィーチャーリング・フィメール・ヴォーカリスツ」     |
| 2021年11月4日 | Watching Over You（杏里とのユニット『Peach & Apricot』の配信シングル「Watching Over You」に収録。 |

## タイアップ
| 曲名                                          | タイアップ                                                                                       |
| --------------------------------------------- | ------------------------------------------------------------------------------------------------ |
| 戻っておいで・私の時間                        | 伊勢丹CMソング                                                                                   |
| ドリーム・オブ・ユー 〜レモンライムの青い風〜 | キリンビバレッジ『キリンレモン』CMソング                                                         |
| 不思議なピーチパイ                            | 資生堂'80春キャンペーンCMソング                                                                  |
| CRYING ALL NIGHT LONG                         | 花王『リーゼ』CMソング（本人出演）                                                               |
| NATALIE                                       | 花王『リーゼ』CMソング（本人出演）                                                               |
| アップル・パップル・プリンセス                | NHK『みんなのうた』                                                                              |
| もう一度                                      | TBS系『くれない族の反乱』主題歌                                                                  |
| もう一度                                      | ユーシーカードCMソング                                                                           |
| もう一度                                      | 日産自動車『セフィーロ』CMソング                                                                 |
| もう一度                                      | アサヒビール『ファーストレディシルキー』CMソング                                                 |
| もう一度                                      | フジテレビ系『3時ヨこい!』テーマ曲                                                               |
| もう一度                                      | NHK BSプレミアム プレミアムドラマ『定年女子』主題歌                                              |
| 本気でオンリーユー（Let's Get Married）       | カゴメ『リベラ』CMソング                                                                         |
| 本気でオンリーユー（Let's Get Married）       | 日産自動車『セフィーロ』CMソング                                                                 |
| 恋の嵐                                        | TBS系『となりの女』主題歌                                                                        |
| 時空の旅人                                    | 東宝配給アニメ映画『時空の旅人』主題歌                                                           |
| タイムストレンジャー～テコのテーマ～          | 東宝配給アニメ映画『時空の旅人』挿入歌                                                           |
| 夢の続き                                      | 東宝配給映画『ハワイアン・ドリーム』主題歌                                                       |
| AFTER YEARS                                   | テレビ朝日系『素敵にドキュメント』テーマソング                                                   |
| 元気を出して                                  | SEIKO『ドルチェ＆エクセリーヌ』CMソング                                                          |
| 元気を出して                                  | 東京ビューティーセンターCMソング                                                                 |
| 元気を出して                                  | アサヒビール『アサヒ生ビール』CMソング                                                           |
| シングル・アゲイン                            | 日本テレビ系『火曜サスペンス劇場』主題歌                                                         |
| 告白                                          | 日本テレビ系『火曜サスペンス劇場』主題歌                                                         |
| 駅                                            | 松竹配給映画『グッバイ・ママ』主題歌                                                             |
| FOREVER FRIENDS                               | 本田技研工業『トゥデイ』CMソング                                                                 |
| マンハッタン・キス                            | 松竹配給映画『マンハッタン・キス』主題歌                                                         |
| 家に帰ろう（マイ・スイート・ホーム）          | TBS系『木曜日の食卓』主題歌                                                                      |
| 家に帰ろう（マイ・スイート・ホーム）          | 東京ビューティーセンターCMソング                                                                 |
| 家に帰ろう（マイ・スイート・ホーム）          | 日産自動車『セフィーロ』CMソング                                                                 |
| 家に帰ろう（マイ・スイート・ホーム）          | 大阪ガス『エコウィル』CMソング                                                                   |
| 家に帰ろう（マイ・スイート・ホーム）          | 三菱地所レジデンスCMソング                                                                       |
| 幸せの探し方                                  | AGF『コーヒーギフト』CMソング                                                                    |
| 幸せの探し方                                  | P&G『パンテーン』CMソング                                                                        |
| 幸せの探し方                                  | 映画『いつか、いつも……いつまでも。』主題歌                                                       |
| 明日の私                                      | 東京ビューティーセンターCMソング                                                                 |
| 明日の私                                      | ポッカサッポロフード&ビバレッジCMソング                                                          |
| 純愛ラプソディ                                | 日本テレビ系ドラマ『出逢った頃の君でいて』主題歌                                                 |
| 純愛ラプソディ                                | 日産自動車『セフィーロ』CMソング                                                                 |
| 今夜はHearty Party                            | ケンタッキーフライドチキンCMソング                                                               |
| ロンリー・ウーマン                            | TBS系ドラマ『義務と演技』主題歌                                                                  |
| ロンリー・ウーマン                            | 日本道路公団『紀勢自動車道』テーマソング                                                         |
| TELL ME, TELL ME                              | TBS系ドラマ『義務と演技』挿入歌                                                                  |
| カムフラージュ                                | フジテレビ系ドラマ『眠れる森』主題歌                                                             |
| Winter Lovers                                 | 明治製菓『Melty kiss』CMソング                                                                   |
| 天使のため息                                  | 東宝配給映画『秘密』主題歌                                                                       |
| ソウルメイトを探して                          | 三菱自動車工業『ミラージュディンゴ』CMソング                                                     |
| Dream Seeker                                  | NHKドラマ家族模様『晴れ着ここ一番』主題歌                                                        |
| すてきなホリデイ                              | ケンタッキーフライドチキンCMソング                                                               |
| 真夜中のナイチンゲール                        | TBS系ドラマ『白い影』主題歌                                                                      |
| 毎日がスペシャル                              | フジテレビ系『めざましテレビ』テーマソング                                                       |
| 毎日がスペシャル                              | ソニー『ハンディカム』CMソング                                                                   |
| 毎日がスペシャル                              | 秋田テレビ『とくテレッ!8ちゃんねる』テーマソング                                                 |
| 毎日がスペシャル                              | キリンビール『ワインスプリッツァ』CMソング                                                       |
| 心はいつでも17才 (seventeen)                  | 読売テレビ・日本テレビ系ドラマ『Woman's Beat カネボウスペシャル21』主題歌                        |
| ノスタルジア                                  | テレビ朝日系ドラマ『はみだし刑事情熱系』エンディングテーマ                                       |
| 恋のひとこと (SOMETHING STUPID)               | 東京ビューティーセンターCMソング                                                                 |
| 君住む街角 (On The Street Where You Live)     | TBS系『ブロードキャスター』テーマソング                                                          |
| 返信                                          | 松竹配給映画『出口のない海』主題歌                                                               |
| シンクロニシティ（素敵な偶然）                | 明治製菓『アーモンドチョコ』CMソング                                                             |
| スロー・ラヴ                                  | フジテレビ系ドラマ『役者魂!』挿入歌                                                              |
| クリスマスは一緒に                            | 日本テレビ系『Happy X'mas Show '06』テーマソング                                                 |
| 明日のない恋                                  | 日本テレビ系『火曜ドラマゴールド』主題歌                                                         |
| 人生の扉                                      | 協和発酵CMソング                                                                                 |
| 人生の扉                                      | 大和証券グループCMソング                                                                         |
| チャンスの前髪                                | TBS系ドラマ『肩ごしの恋人』主題歌                                                                |
| うれしくてさみしい日 (Your Wedding Day)       | P&G『パンテーン×ゼクシィ』CMソング                                                               |
| 幸せのものさし                                | TBS系ドラマ『Around40〜注文の多いオンナたち〜』主題歌                                            |
| 最後のタンゴ                                  | NHKラジオ『ラジオ深夜便』深夜便のうた（2008年7月 - 9月）                                         |
| 縁（えにし）の糸                              | NHK連続テレビ小説『だんだん』主題歌                                                              |
| ウイスキーが、お好きでしょ                    | サントリー『角瓶』CMソング                                                                       |
| 戻っておいで・私の時間（2011バージョン）      | 伊勢丹創業125周年記念テーマソング                                                                |
| 輝く女性（ひと）よ!                           | コーセー『グランデーヌ ルクサージュ』CMソング                                                    |
| いのちの歌                                    | NHKドキュメンタリードラマ『開拓者たち』主題歌                                                    |
| いのちの歌                                    | 映画『嫌な女』主題歌                                                                             |
| いのちの歌                                    | 映画『ピース・ニッポン』劇中歌                                                                   |
| それぞれの夜                                  | TBS系『NEWS23クロス』エンディングテーマ（2012年度）                                              |
| たそがれダイアリー                            | テレビ朝日系ドラマ『おトメさん』主題歌                                                           |
| Dear Angie〜あなたは負けない                  | TBS系『NEWS23』エンディングテーマ（2013年度 - ）                                                 |
| Your Eyes                                     | TBS系ドラマ『安堂ロイド〜A.I. knows LOVE?〜』主題歌                                              |
| 静かな伝説（レジェンド）                      | フジテレビ系『ワンダフルライフ』エンディングテーマ                                               |
| アロハ式恋愛指南                              | 映画『わたしのハワイの歩きかた』主題歌                                                           |
| 深秋                                          | NHK土曜ドラマ『芙蓉の人〜富士山頂の妻』主題歌                                                    |
| プラスティック・ラブ                          | LaLa TV開局15周年記念特別ドラマ『私たちがプロポーズされないのには、101の理由があってだな』主題歌 |
| Smiling Days～ほほえみの日々～                | ベルメゾンCMソング                                                                               |
| 今日の想い                                    | テレビ東京系『ワールドビジネスサテライト（WBS）』エンディングテーマ                              |
| Let It Be Me                                  | フジテレビ系ドラマ『早子先生、結婚するって本当ですか?』劇中歌                                    |
| 小さな願い                                    | 映画『あいあい傘』主題歌                                                                         |
| 今を生きよう (Seize the Day)                  | NHK土曜時代ドラマ『ぬけまいる〜女三人伊勢参り』主題歌                                            |
| ミラクル・ラブ                                | AbemaTVドラマ『1ページの恋』主題歌                                                               |
| ベイビー・マイン（日本語Ver）                 | ディズニー映画『ダンボ』日本版エンドソング                                                       |
| 旅のつづき                                    | 映画『最高の人生の見つけ方』主題歌                                                               |
| Watching Over You                             | テレビ朝日系金曜ナイトドラマ『和田家の男たち』主題歌                                             |
| Brighten up your day!                         | テレビ朝日『大下容子ワイド!スクランブル』メインテーマ                                            |
| TOKYO WOMAN                                   | フジテレビ深夜ドラマ『TOKYO WOMAN』主題歌                                                        |
| 君の居場所（Have a GoodTime Here）            | Netflixシリーズ『ポケモンコンシェルジュ』主題歌                                                  |
| Days of Love                                  | エアウィーヴCMソング                                                                             |
| Coffee & Chocolate                            | 朝日生命「あんしん介護 プラスワン」CMソング                                                      |
| 歌を贈ろう                                    | 朝日放送テレビ・テレビ朝日系ドラマ『素晴らしき哉、先生!』主題歌                                  |

## 受賞歴
- 1979年 - 銀座音楽祭”グランプリ”、新宿音楽祭”金賞”、日本歌謡大賞”新人賞”、日本レコード大賞”新人賞”
- 1990年 - 第32回日本レコード大賞”最優秀ポップス・ボーカル賞” ”作詩賞”（『告白』日本テレビ系「火曜サスペンス劇場」主題歌）
- 1993年 - 第35回日本レコード大賞”アルバム大賞” ”ベスト・アルバム賞”（アルバム「Quiet Life」）
- 1998年 - 第19回ザテレビジョンドラマアカデミー賞 主題歌賞（『カムフラージュ』､ドラマ『眠れる森』主題歌）[82]
- 2007年 - 第24回ベストジーニスト賞”特別賞”
- 2014年 - 第56回日本レコード大賞”最優秀アルバム賞”（アルバム「TRAD」）
- 2015年
  - 第7回CDショップ大賞「マエストロ賞」
  - 特別功労者として出雲市より表彰
  - 第6回岩谷時子賞[83][84]
- 2019年
  - 第69回芸術選奨文部科学大臣賞（大衆芸能部門)[85]
  - 第61回日本レコード大賞”特別賞”

## 楽曲提供
太字は、竹内まりや本人によるセルフカバーが発表されている楽曲を指す。
- 芦田愛菜
  - 「みんなのハッピーバースデイ」
- 嵐
  - 「復活LOVE」（作詞のみ）[86]
- アンジュネッツ
  - 「LOVE GAME」（作詞のみ）
- アン・ルイス
  - 「リンダ」
  - 「GOOD-BYE BOY」（作曲のみ）
  - 「DON'T SMILE FOR ME」（作曲のみ）
- 伊藤つかさ
  - 「パジャマ・パーティ」
- 伊藤美紀・篠原恵美・富沢美智恵
  - 「うわさのSUPER GIRL」（作詞のみ）
- 伊東ゆかり
  - 「恋人たち」
- 愛しきわが出雲市民合唱団、岩谷ホタル
  - 「愛しきわが出雲」[24]
- 岩崎宏美
  - 「My Darling」（作曲のみ）
- 岡田有希子[注釈 21]
  - 「ファースト・デイト」
  - 「リトルプリンセス」
  - 「さよなら・夏休み」
  - 「憧れ」
  - 「-Dreaming Girl- 恋、はじめまして」
  - 「気まぐれ Teenage Love」
  - 「哀しい予感」
  - 「恋人たちのカレンダー」
  - 「ロンサム・シーズン」
  - 「ペナルティ」（作詞のみ）
  - 「二人のブルー・トレイン」（作詞のみ）
- 河合奈保子
  - 「アプローチ」
  - 「けんかをやめて」
  - 「Invitation」
  - 「ダブル・デイト」（作詞のみ）
  - 「追跡」
  - 「砂の傷あと」（作詞のみ）
- KinKi Kids
  - 「Midnight Rain」
- KINYA
  - 「涙のデイト」
  - 「夏の記憶」
- 桑名将大
  - 「Sweet Rain」
  - 「Heart Beat」
- 近藤真彦
  - 「イブの告白」（作詞のみ）
- 佐橋佳幸
  - 「Time Passes On」（日本語詞）
- 沢田研二
  - 「目抜き通りの6月」（作詞のみ）
- サンデーズ
  - 「打ちあけ話」
- JIVE
  - 「Smile Again」（作曲のみ）
- 杉真理
  - 「僕らの日々」（作詞のみ）
- 鈴木雅之
  - 「Guilty」（作詞のみ）
  - 「Misty Mauve」（作詞のみ）
- SMAP
  - 「友だちへ〜Say What You Will〜」（日本語詞）
- 多岐川裕美
  - 「今夜だけナルシスト」（作詞のみ）
- タッキー&翼
  - 「You & I」（作詞のみ）
- 20th Century
  - 「恋はこれから」
- 中森明菜
  - 「駅」
  - 「OH NO, OH YES!」
  - 「約束」
  - 「赤のエナメル」
  - 「ミック・ジャガーに微笑みを」
- 中山美穂
  - 「色・ホワイトブレンド」
  - 「ときめきの季節（シーズン）」
- Nelson Super Project
  - 「浮気なルナ」（作詞のみ）
- 早見沙織
  - 「夢の果てまで」
  - 「新しい朝」
- 平尾昌晃&木の実ナナ
  - 「星空デート」（作詞のみ）
  - 「恋ふたたび」（作詞のみ）
- 広末涼子
  - 「MajiでKoiする5秒前」
  - 「とまどい」
  - 「恋のカウンセル」
  - 「言い出せなくて」
  - 「キミの笑顔」
- 福永恵規
  - 「心もJUMPして! 夏のイントロ」
- 堀ちえみ
  - 「待ちぼうけ」
  - 「公園通りの日曜日」
  - 「遥か1000マイルの彼方」（作詞のみ）
- 牧瀬里穂
  - 「Miracle Love」
- 増田けい子
  - 「らせん階段」
  - 「55ページの悲しみ」
- 松たか子
  - 「みんなひとり」
  - 「リユニオン」
- 松浦亜弥
  - 「Subject: さようなら」
- 松田聖子
  - 「特別な恋人」
  - 「声だけ聞かせて」
- 茉奈 佳奈
  - 「いのちの歌」（作詞のみ、Miyabi名義[57]）[注釈 22]
- 水野きみこ
  - 「5月生まれ」
  - 「AFTER SCHOOL」
- みつき
  - 「夏のモンタージュ」
- 村田和人
  - 「Whisky Boy」（作詞のみ）
  - 「想いは風に」（補作詞）
  - 「幻影（イリュージョン）」（作詞のみ）
  - 「ニコニコ・ワイン」（作詞のみ）
  - 「SEE YOU AGAIN」（作詞のみ）
- 森光子
  - 「残り香」（作詞のみ）
  - 「月夜のタンゴ」（作詞のみ）
- 森下恵理
  - 「Hey! Baby」
  - 「真冬のデイト」
- 薬師丸ひろ子
  - 「元気を出して」
  - 「トライアングル」
  - 「過去からの手紙」（作詞のみ）
  - 「Welcome Back To My Heart」（作詞のみ）
  - 「アフタヌーン・ティー」
  - 「終楽章」
- 山下達郎
  - 「寒い夏」（作詞のみ）
  - 「Mighty Smile（魔法の微笑み）」（作詞のみ）
  - 「忘れないで」（作詞のみ）

## メディア出演
デビュー直後は数多くの音楽番組やその他様々なジャンルの番組に出演していたが、1981年に活動を一時休止した後はメディア露出が非常に少なくなった。ただ、夫・山下達郎と異なり、テレビ番組やミュージック・ビデオでは顔を見せている。

### ラジオ
- JAM JAM 11（1979年、ラジオ大阪）水曜深夜23:00 - 25:00を担当
- アンアン サウンドジャーナル（1979年6月 - 、FM東京）土曜11:00 - 11:55
- Pom Pop White Pop（1980年、文化放送)
- 竹内まりやのおしゃれフロック（1980年 - 1981年、文化放送）平日深夜24時代に帯番組で放送。
- 山下達郎のサンデー・ソングブック（1992年 - 、TOKYO FM・JFN系列） - 毎年8月・12月の後半に2週連続（年に4回）出演。「夫婦放談」と称し、夫婦ならではの喋りを披露している。現時点で唯一のレギュラー出演番組といえる。
- 楽天カードpresents『FM FESTIVAL 2020 MUSIC CHRONICLE 〜 竹内まりやと辿る音楽の50年』（2020年11月3日、TOKYO FM・JFN系列） - 司会進行：坂上みき
- FM FESTIVAL 2021『竹内まりや RADIO Turntable』presented by 楽天カード』（2021年11月3日、TOKYO FM・JFN系列） - 司会進行：住吉美紀
- 今日は一日○○三昧 第290回「今日は一日“竹内まりや”三昧 2024」（2024年10月14日、NHK-FM）[87]
- 上柳昌彦 あさぼらけ「ウルトラヒットの道標」（2024年10月25日、ニッポン放送）
- ニッポン放送開局70周年特別番組『竹内まりやのオールナイトニッポンGOLD』（2024年10月25日、ニッポン放送）[88]

### 音楽番組
- 夜のヒットスタジオ（1979年1月15日・9月3日、1980年1月28日・3月3日・7月28日[注釈 23]・9月1日・12月8日、フジテレビ）
- 紅白歌のベストテン（1979年1月22日、日本テレビ）
- 花のステージ（1979年2月22日、1979年9月6日・11月29日、1980年3月27日、NHK総合）
- レッツゴーヤング（1979年6月17日・11月11日、1980年3月9日、NHK総合）
- ぎんざNOW!（1979年9月3日、TBS）
- '79ニューミュージックスペシャル（1979年9月25日、テレビ朝日）
- 銀座音楽祭（1979年10月8日）
- 新宿音楽祭（1979年10月11日）
- 横浜音楽祭（1979年10月24日）
- 第10回日本歌謡大賞（1979年11月23日、テレビ東京）
- 第8回FNS歌謡祭（1979年12月18日、フジテレビ）
- 第21回日本レコード大賞（1979年12月31日、TBSテレビ・ラジオ）
- スーパージャム'79-'80（1979年12月31日、フジテレビ）
- ザ・ベストテン（1980年3月20日 - 5月15日、1989年9月28日〈電話の声のみ出演〉、TBS）
- なつかしのヒットポップス（1980年6月7日、NHK総合）
- アップルハウス（1980年10月4日 - 1981年3月27日、フジテレビ） - 加藤和彦と司会を担当
- ミュージックフェア（1980年6月17日・9月16日、1981年2月17日・10月15日、2019年8月17日、フジテレビ） - 中尾ミエ・森山良子・サーカス・ゴダイゴ・西城秀樹と共演
- サムシングNOW（1981年9月26日、TBS）
- 第35回日本レコード大賞（1993年12月31日（電話の声のみ出演。同時にアルバム『Quiet Life』がこの年のベストアルバム賞を受賞し、この日のために制作された「家に帰ろう (マイ・スイート・ホーム)」の歌唱シーンをフルサイズで収録したビデオクリップが放送された。このビデオクリップがフルサイズで放送されたのは、この時ただ一度だけである。）
- SONGS（NHK総合）
  - 第1回（2007年4月11日）[89]
  - 第42回「竹内まりや ～SONGS 1周年スペシャル～」（2008年4月2日）[90]
- 関ジャム 完全燃SHOW（2019年5月12日、テレビ朝日） - スチール写真のみ出演。（番組独占インタビューを行い、インタビュー時のスチール写真に合わせて、テレビ朝日アナウンサーの山本雪乃がインタビュー内容を話すという形で出演した）
- EIGHT-JAM（2024年10月20日、テレビ朝日） - VTR出演[91][92]
- NHK MUSIC SPECIAL「竹内まりや Music&Life 〜人生の扉〜」（2024年10月24日、NHK総合）[93][94]

### NHK紅白歌合戦出場歴
| 年     | 放送回 | 回             | 曲名       | 備考 |
| ------ | ------ | -------------- | ---------- | --- |
| 2019年 | 第70回 | 特別企画（初） | いのちの歌 | 竹内まりや×第70回紅白 「未来へつなぐ命のメッセージ」特別企画。 東京都渋谷区・NHK放送センターCT-102スタジオからの中継。 |

### テレビ番組
- スター千一夜（1979年11月29日、フジテレビ）
- ひるのプレゼント（1979年12月26日、NHK総合）
- レコード8社対抗'80新春オールスター大運動会（1980年1月2日、TBS）
- ばらえてい テレビファソラシド（1981年4月2日、NHK総合）
- 竹内まりや Music&Life 〜40年をめぐる旅〜（2019年3月26日、NHK総合）[95]
  - 竹内まりや Music&Life 〜40年をめぐる旅〜〈完全版〉（2019年9月7日、NHK BSプレミアム）[96][97]
- スッキリ（2022年6月24日、日本テレビ） - 「クイズッス」のコーナーで天の声ゴールド（竹内まりやの親友）として声のみの出演[98]
- 大下容子ワイド!スクランブル（2024年10月25日、テレビ朝日） - VTR出演[99]
- あさイチ「教えて先輩たち!vol.4」（2024年10月28日、NHK総合） - VTR出演[100]
- 日曜日の初耳学「インタビュアー林修」第415回（2024年11月3日、MBSテレビ/TBS系列）[101]

### テレビドラマ
- Around40〜注文の多いオンナたち〜（2008年6月20日、TBS） - 最終回ゲスト
- 連続テレビ小説『だんだん』（2008年9月29日 - 2009年3月28日、NHK総合） - ナレーション

## 自著
- 竹内まりや『ハッピー・デイズ』八曜社、1980年5月1日、192頁。ASIN B000J85Z62。全国書誌番号:80038073、国立国会図書館書誌ID:000001468607。
- 竹内まりや『インプレッションズ』ロッキング・オン、1994年10月1日、173頁。OCLC 674846788。ISBN 4-947599-30-8、ISBN 978-4-947599-30-8。国立国会図書館書誌ID:000002390230。